# Šebířov
Šebířov (německy Schebirschow) je obec v okrese Tábor v Jihočeském kraji. Leží zhruba čtyři kilometry severně od Mladé Vožice. Žije v ní 353 obyvatel. Šebířovem protéká řeka Blanice, do které se při jihovýchodním okraji obce vlévá Slupský potok. Východně od Šebířova se tyčí Husí hora tvořící jeden celek s horou Vrchy, místními obyvateli zkráceně nazývaná Vrch.

## Historie
První písemná zmínka o obci pochází z roku 1318.

## Obyvatelstvo
| Rok            | 1869  | 1880  | 1890  | 1900  | 1910  | 1921  | 1930  | 1950 | 1961 | 1970 | 1980 | 1991 | 2001 | 2011 | 2021 |
| -------------- | ----- | ----- | ----- | ----- | ----- | ----- | ----- | ---- | ---- | ---- | ---- | ---- | ---- | ---- | ---- |
| Počet obyvatel | 1 441 | 1 517 | 1 468 | 1 389 | 1 347 | 1 384 | 1 216 | 818  | 757  | 623  | 536  | 461  | 408  | 359  | 327  |
| Počet domů     | 216   | 219   | 229   | 232   | 219   | 217   | 225   | 219  | 185  | 179  | 163  | 217  | 213  | 217  | 165  |

## Obecní správa

### Části obce
- Křekovice
- Křekovická Lhota
- Kříženec
- Lhýšov
- Popovice
- Skrýšov
- Šebířov
- Vosná
- Vrcholtovice
- Vyšetice
- Záříčí u Mladé Vožice

### Obecní symboly
Znak byl obci udělen rozhodnutím předsedy Poslanecké sněmovny Parlamentu České republiky dne 10. září 2020 a vlajka byla obci udělena rozhodnutím předsedkyně PSP ČR dne 20. října 2022.

## Pamětihodnosti
- Opevněný kostel svatého Havla
- Boží muka
- Přírodní památka Vlašimská Blanice

## Rodáci
- Jan Smrčina (1909-1992), římskokatolický kněz, politický vězeň komunistického režimu

## Galerie

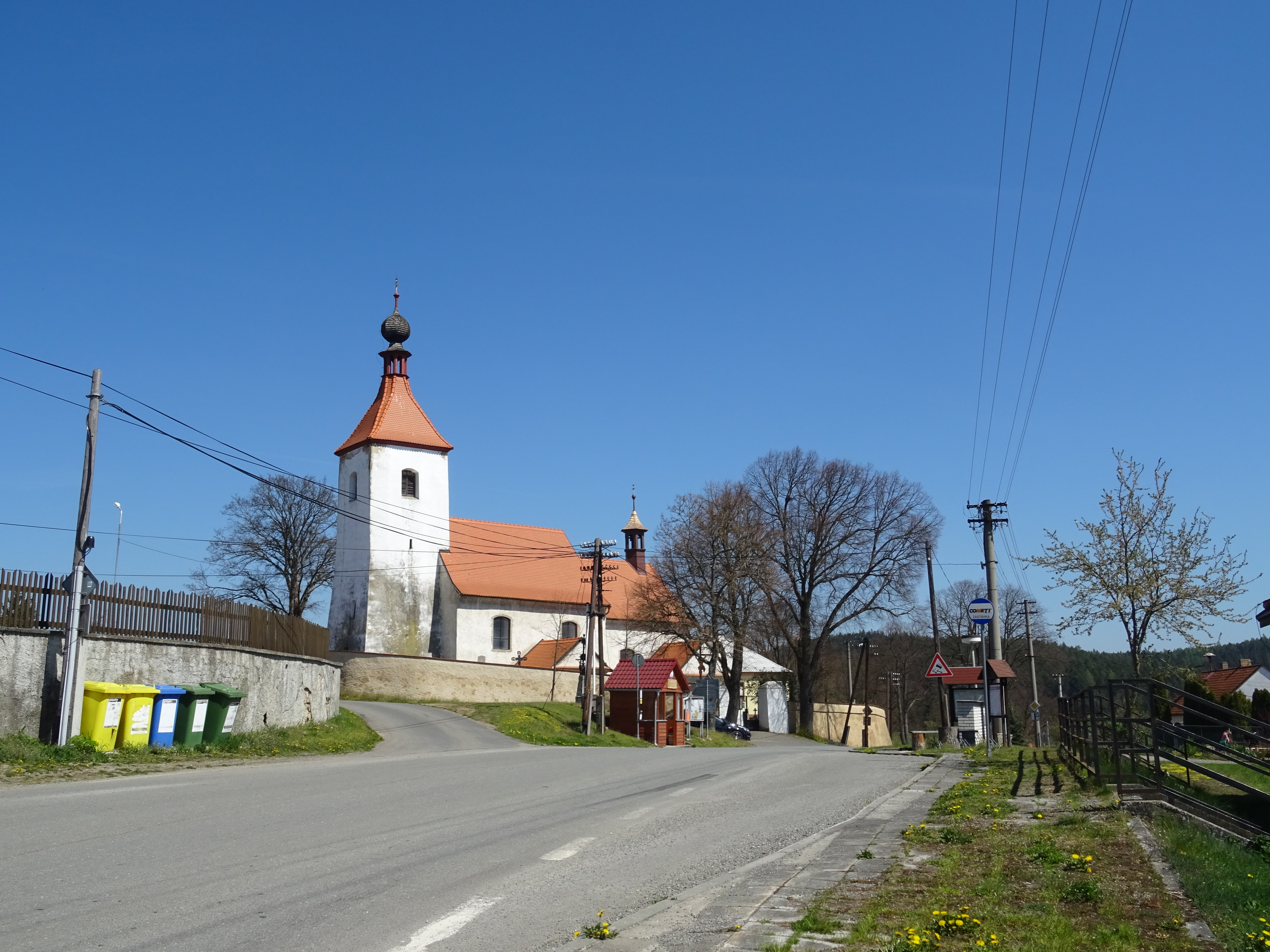
Kostel
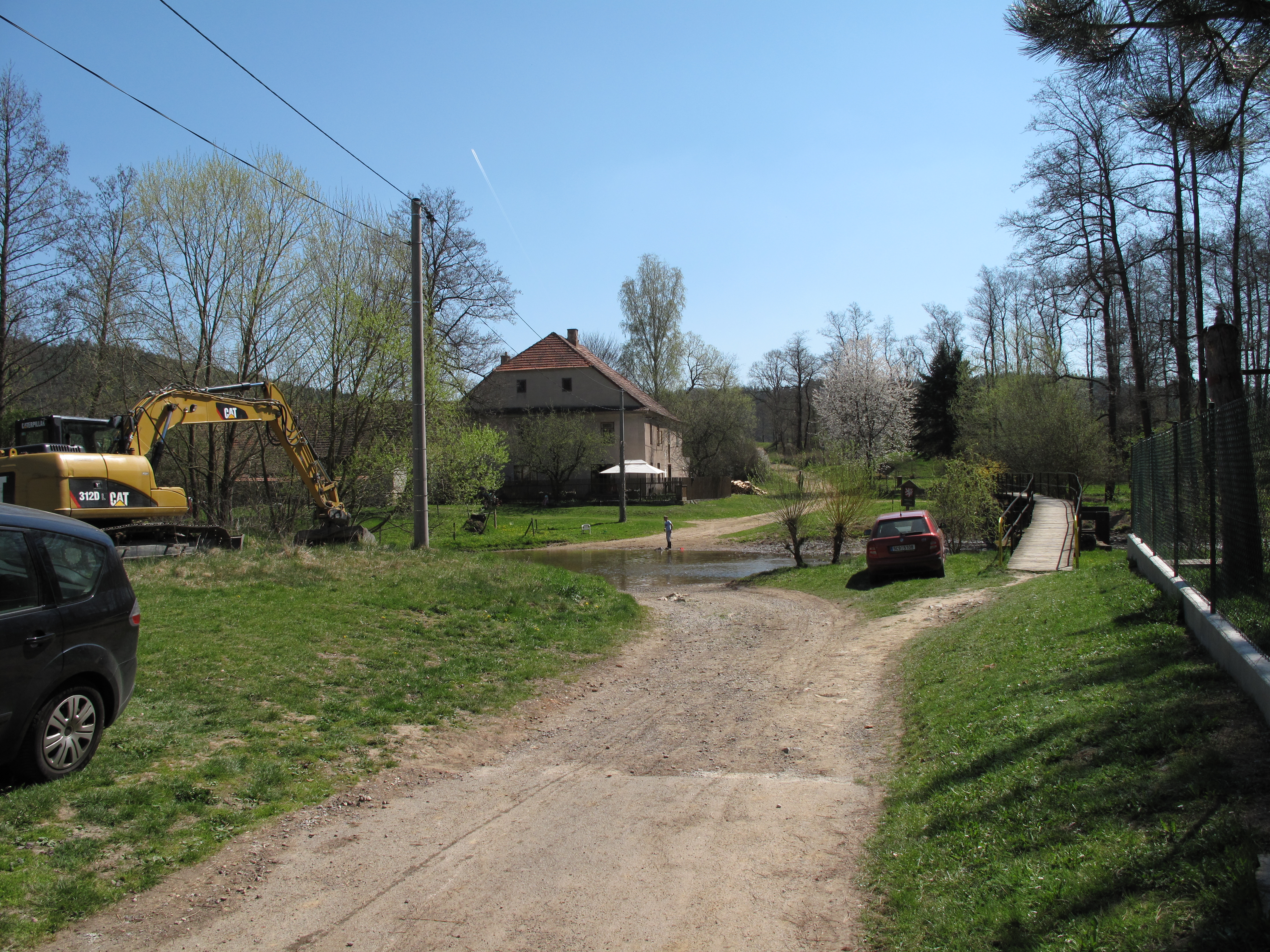
Brod
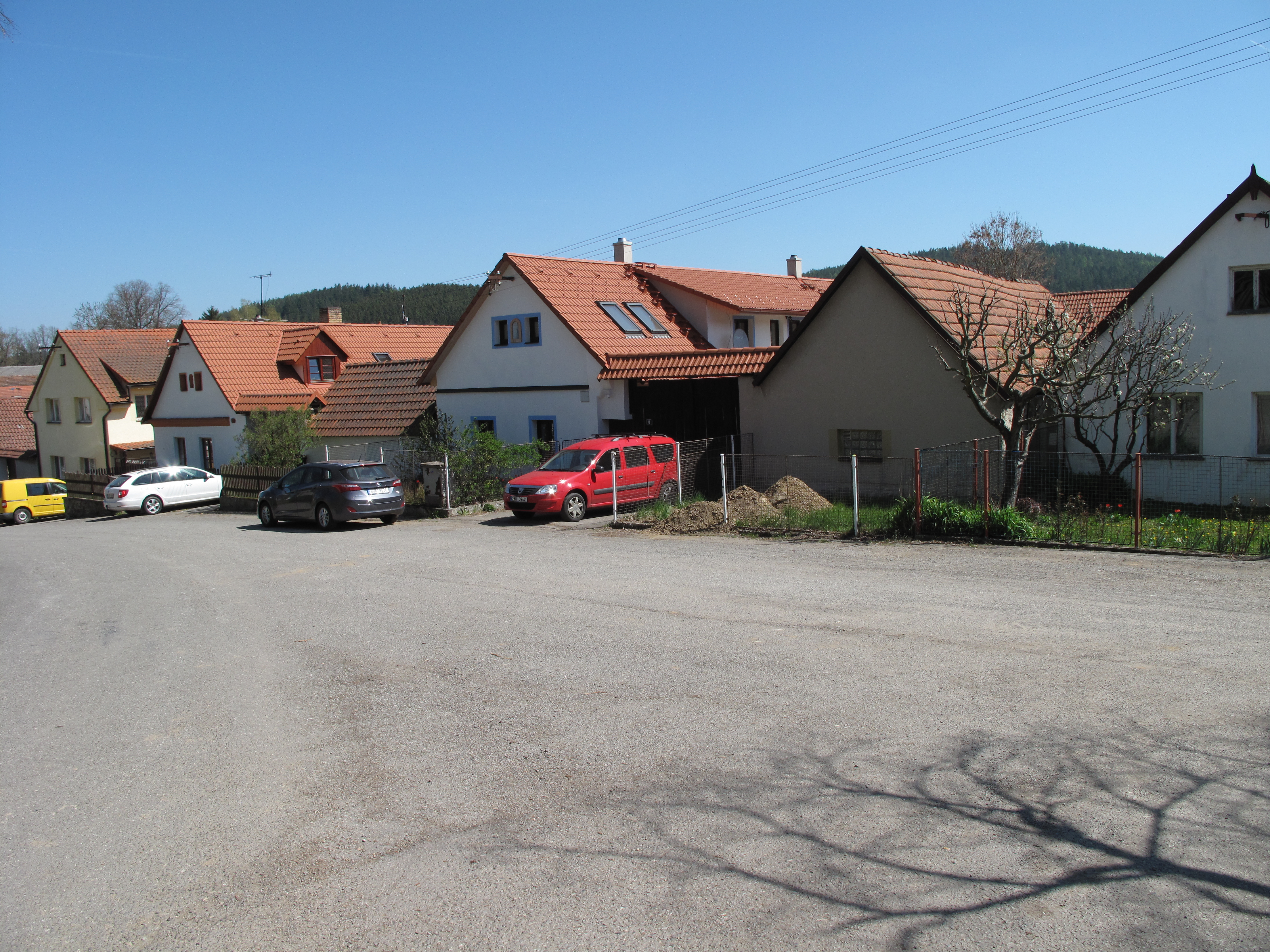
Domy na návsi